# Rincsen Szangpo
(Locsen) Rincsen Szangpo (958–1055), más néven Mahaguru, fő locava, azaz szanszkrit szövegeket tibeti nyelvre fordító tudós a buddhizmus második tibeti terjesztésének idején (az új fordító iskola vagy az új mantra iskola kora). A híres indiai Atísa buddhista mester tanítványa volt. Munkatársai közé tartozott (Locseng) Legpai Serab.  Szangpo egyik tanítványa, Guge Kjithangpa Jesepal megírta Szangpo életrajzát.  Állítólag több száz kolostort épített Tibet nyugati részén, köztük a híres Tabo kolostort a mai Himácsal Prades területén lévő Szpiti-völgyben és a Poo kolostort Kinnaur körzetben.
Rincsen Szangpo-t és más fiatal tudóstársát Jese-esz-od király, feltehetően Zanszkár, Guge, Spiti és Kinnaur királya, elküldte Kasmírba és más buddhista központokba tanulni, hogy azután vigyék el Tibet nyugati részébe a buddhista tanításokat. Feltehetően ő volt Tibetben a buddhizmus terjesztésének második időszakában a legfontosabb személy. Egyes források szerint a nyugat-himalájai Guge királya lett belőle később.
A fordításai közé tartozik Pradzsnyávarman Visesasztavatiká című műve, amelyet közösen fordított Dzsanárdhanával.